# Leandro Domingues
Leandro Domingues (født 24. august 1983, død 1. april 2025) var en brasiliansk fodboldspiller, som spiller for den japanske fodboldklub Yokohama FC.